# أكمة القرية (حزم العدين)

تعديل مصدري - تعديل

أكمة القرية محلة تابعة لقرية بني عبد السلام، التابعة لعزلة حقين بمديرية حزم العدين إحدى مديريات محافظة إب في الجمهورية اليمنية، بلغ تعداد سكانها 84 حسب تعداد اليمن لعام 2004.